# Росборо (Северна Каролина)
Росборо (енгл. Roseboro) град је у америчкој савезној држави Северна Каролина.

## Демографија
По попису из 2010. године број становника је 1.191, што је 76 (-6,0%) становника мање него 2000. године.
| Група             | 2000.       | 2010.       |
| Белци             | 593 (46,8%) | 574 (48,2%) |
| Афроамериканци    | 620 (48,9%) | 515 (43,2%) |
| Азијати           | 4 (0,3%)    | 16 (1,3%)   |
| Хиспаноамериканци | 33 (2,6%)   | 58 (4,9%)   |
| Укупно            | 1.267       | 1.191       |